# Glenkinchie
Glenkinchie je škotski single malt viski, ki ga izdelujejo v istoimenski destilarni v bližini Edinburgha v škotskem nižavju (Lowlands).

## Zgodovina
Destilarna je bila ustanovljena leta 1825, prva lastnika pa sta bila brata John in George Rate. Destilarna se je sprva imenovala Milton Distillery, preimenovana pa je bila najverjetneje v letu 1837. Novo ime je skovanka besed glen (dolina) in kinchie, ki je popačenka besede De Quincy, kakor so se pisali prvotni lastniki zemljišča, na katerem je zrasla destilarna.
Od leta 1969 destilarna ne pripravlja več lastnega slada za viski, sušilnica pa je bila v istem letu preurejena v muzej. Danes pa je ta destilarna ena od zadnjih treh, ki še delujejo v tem delu Škotske in spada pod koncern Diageo.

## Polnitve
Glenkinchie polnijo v starosti 10 in 14 let in je od leta 1989 eden od glavnih predstavnikov škotskih single malt viskijev.
10 letni Glenkinchie je tipičen svež viski škotskega nižavja. Ima sadni vonj z rahlim podtonom pokošene trave in blagim okusom po šoti.
14 letni Distiller's Edition pa je viski, ki je dozorel v sodih, v katerih je pred tem ležal sherry Amontillado. Tako se tipična svežina viskija pomeša s prefinjenim priokusom sherryja, kar ustvari neponovljivo kombinacijo.